# 全民高尔夫2
《全民高尔夫2》（又译作）是一款由Clap Hanz制作、索尼電腦娛樂在PlayStation发行的体育游戏。于1999年7月29日在日本地区PlayStation发行。本游戏是全民高尔夫系列第2作。
本游戏是一款与高尔夫球相关的体育类游戏。
GameRankings给予本游戏82.97%的分数。